# Gavnø
Gavnø er en ø i Karrebæk Fjord ud for kysten af Sjælland. Øen ligger omkring 6 km sydvest for Næstved, og har et areal på 5,6 km2, og havde pr. 1. januar 2024 et indbyggertal på 24. Gavnø er særlig associeret med Gavnø Slot, der ligger på øen, og som kendes tilbage fra 1200-tallet. Det nuværende slot er hovedsageligt i rokokostil.
På østsiden af øen findes en bro med forbindelse til Sjælland. Broen fører direkte til Gavnø slot.
Historie
Gavnø har siden 1785 været ejet af slægten Reedtz-Thott, og fra 1960 drives slottet og parken af den selvejende institution Gavnø Fonden.